# Костоусово (Курганская область)
Костоусово — деревня в составе Падеринского сельсовета Кетовского района Курганской области.

## География
Расположена на правом берегу реки Тобол. Автобусное сообщение.
В деревне находится разрушенная церковь Покрова Пресвятой Богородицы.

## Население
| 1989 | 2002 | 2010 |
| ---- | ---- | ---- |
| 37   | ↘19  | ↗45  |